# Limnophyes paludis
Limnophyes paludis är en tvåvingeart som beskrevs av Armitage 1985. Limnophyes paludis ingår i släktet Limnophyes och familjen fjädermyggor. Inga underarter finns listade i Catalogue of Life.